# HD 12140
HD 12140，又名BD+11 261，SAO 92739、HR 578，是一颗恒星，视星等为6.09，位于銀經147.82，銀緯-47.26，其B1900.0坐标为赤經1h 54m 4.5s，赤緯+11° -47.26′ 35″。